# Sociedad protoindoeuropea
La sociedad protoindoeuropea es el conjunto de instituciones, costumbres, creencias y formas de organización social de los protoindoeuropeos, un conjunto de gentes de la Edad del Bronce —aproximadamente hacia el cuarto milenio antes de Cristo— que hablaban lenguas indoeuropeas.
Debido a la inexistencia de fuentes escritas, las características de la sociedad indoeuropea son una reconstrucción razonable basada tanto en el análisis de modernas sociedades indoeuropeas como de evidencias arqueológicas y lingüísticas. La sociedad protoindoeuropea habría sido preeminentemente patriarcal y posiblemente seminómada, siendo la ganadería una de las actividades económicas más importantes.

## Estructura social

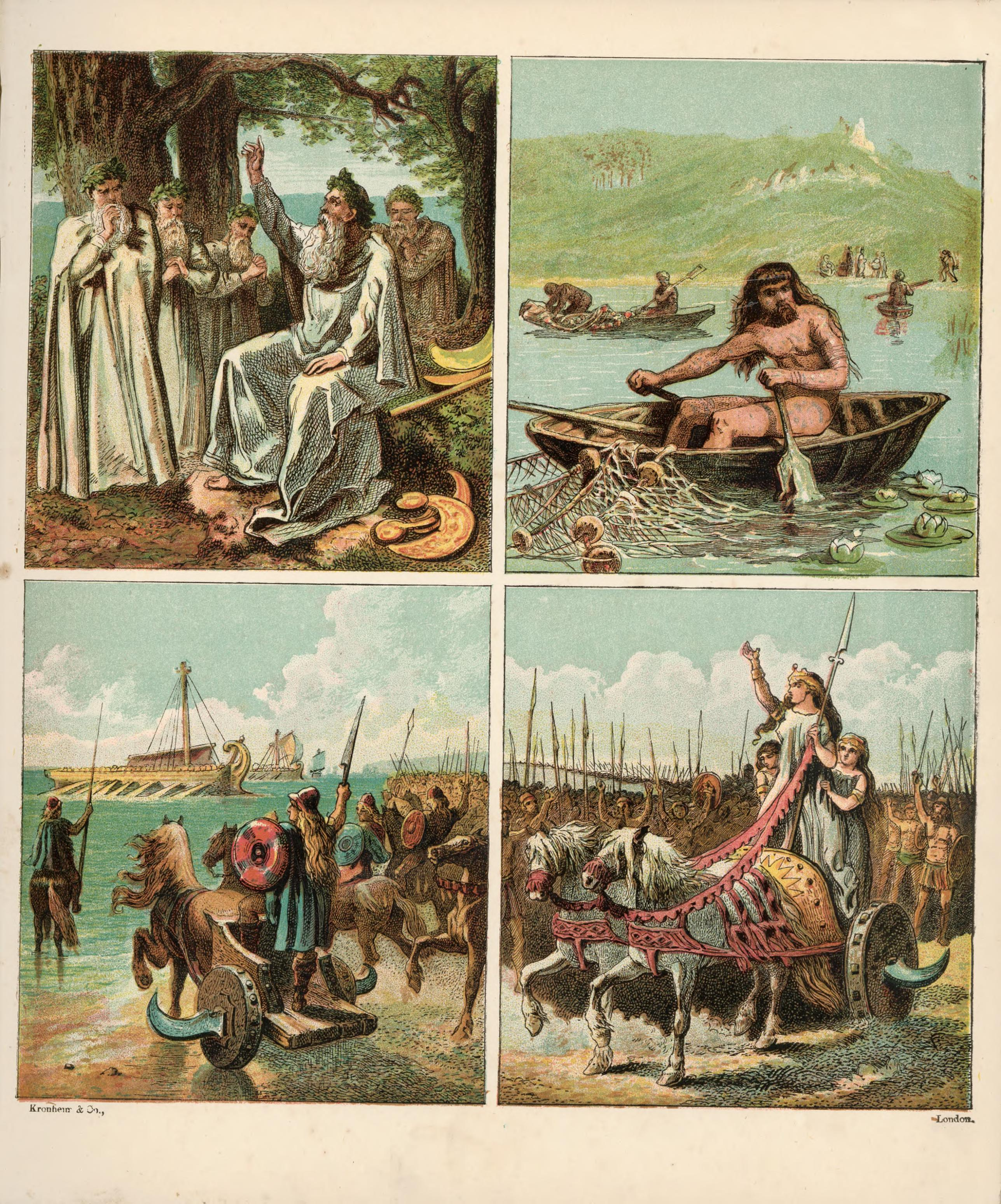
Posibles clases sociales del mundo indoeuropeo: sacerdotes -en este caso, druidas-, productores o trabajadores -en este caso, pescadores- y, abajo, los guerreros

El nombre nativo con el cual este pueblo se denominó a sí mismo, como una comunidad lingüística o como una unidad étnica de tribus relacionadas, no se puede reconstruir con seguridad.
Hay evidencia de realeza sagrada, dando a entender que el jefe tribal asumía al mismo tiempo el papel de sumo sacerdote. Algunas sociedades indoeuropeas todavía muestran signos de una triple división social en clase clerical (pIE *bhlāmn, latín flāmen, sánscrito brahmana), otra casta de guerreros y un tercer estamento de productores, agricultores o cazadores. Georges Dumézil sugirió una división de este tipo para la sociedad protoindoeuropea. Al respecto, es célebre su Teoría de las tres funciones: soberanía mágica y jurídica, función guerrera y, en fin, todo lo que dice relación con la producción y la fecundidad. Esta estructura social se reencuentra desde Islandia hasta la India, pasando por Roma y Persia. La mayoría de las culturas a las que no se atribuye raíz indoeuropea, como las sociedades antiguas de Arabia y China, tienen una estructura marcadamente diferente, con menos o más estamentos y de notable diferencia en cuanto a su significado y organización (p.ej., los chinos entremezclaban la casta guerrera con la sacerdotal).

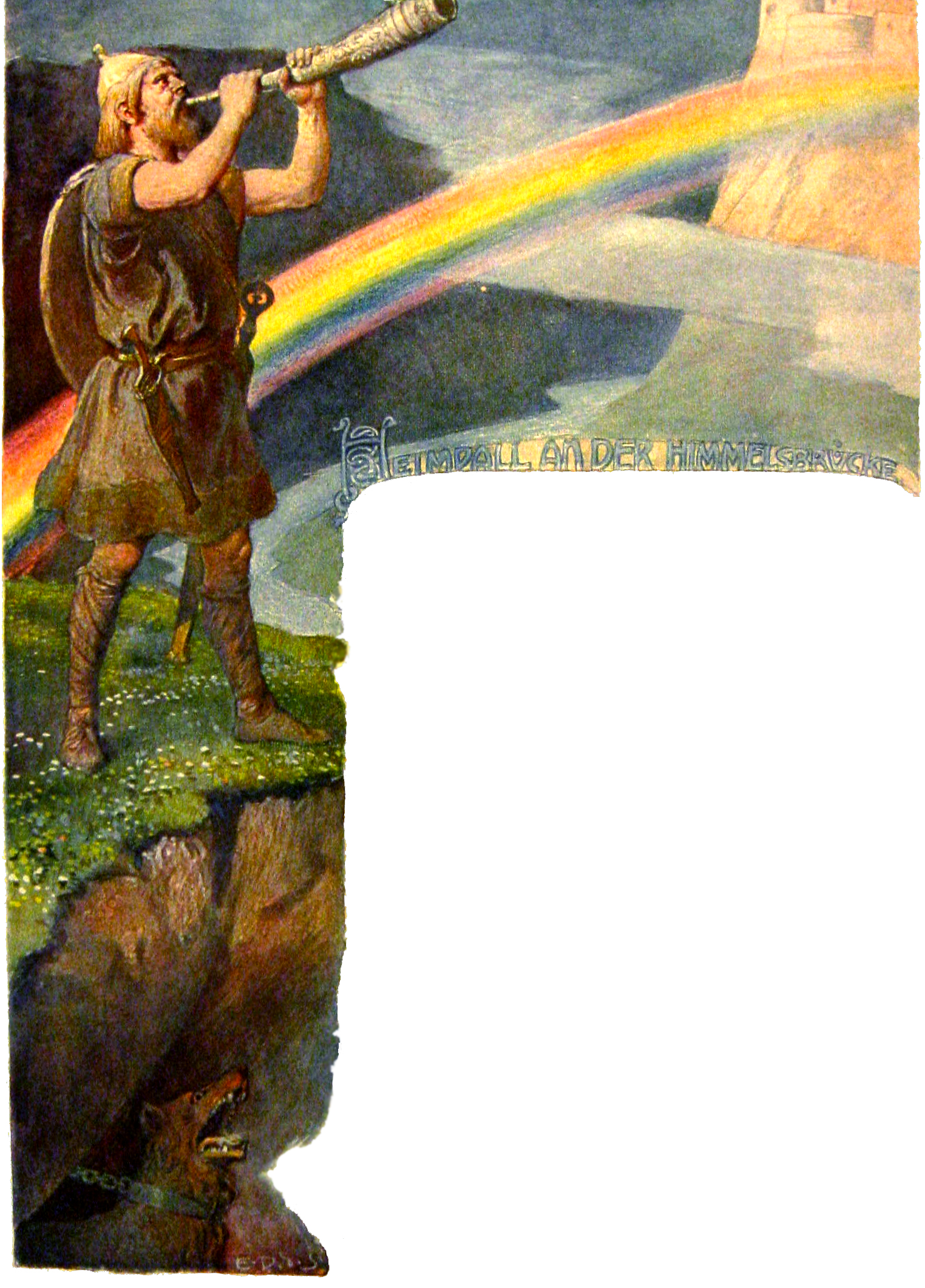
Heimdall en el puente aéreo, por E. Doepler

Si hubo una clase separada de guerreros, probablemente consistía de hombres jóvenes. Estos debieron haber seguido un código guerrero propio, inaceptable fuera de un grupo tribal único. Los rastros de los ritos de iniciación de algunas sociedades indoeuropeas sugieren que este grupo se identificaba a sí mismo con lobos o perros (véase berserker, hombre lobo).
La gente se organizaba en aldeas (*weiḱs, 'villa'), probablemente cada una con su propio jefe (*H₃rēǵs). Estas aldeas o pueblos estaban divididas en casas (*domos, 'domicilio'), cada una liderada por un patriarca (*dems-potis; griego despotes, sánscrito dampati).
A propósito de la organización social de los indoeuropeos, existe un ensayo notable de Georges Dumézil, partiendo de nuevo de su especialidad, el estudio comparado de las religiones, considerando el mito de Heimdall, dios primordial, pero no supremo. Creó la raza humana en sus diferentes roles: un esclavo, un cultivador, Karl, y un guerrero, Jarl. De Jarl nacerá un rey, que solo dispone de la potencia mágica. Es la diferencia de los escandinavos y de los germanos, que no tienen casta de sacerdotes, de brahmanes o druidas. La primera función solo la ejerce el rey. Esta diferencia con los otros pueblos indoeuropeos muestra bien que la estructura de las tres funciones no está calcada con la realidad, sino que constituye un esquema que ha evolucionado según los lugares y el tiempo, como lo muestra también el hecho de que lo que se traduce como historia en Roma permanece como un mito en otros lados. Nótese asimismo que el rol de la magia en los escandinavos revela la influencia del chamanismo siberiano o finés, como se aprecia en el Kalevala.

## Aspectos estructurales y socioeconómicos

### Tecnología
Tecnológicamente, la reconstrucción lingüística sugiere una cultura de la Edad del Bronce: se pueden hallar palabras para referirse al bronce (*H₂éyos) en germánico, itálico e indoiranio, mientras que ningún término para hierro puede relacionarse con la protolengua. Se conocían el oro y la plata.
Un *n̥sis era un arma con filo, originalmente una daga de bronce o, en épocas tempranas, de hueso. Un *ik'mos era una lanza o un arma similar con punta. Palabras para hacha son *H₂égʷsiH₂ (germánico, griego, itálico) y *péleḱus (griego, indoiranio); estas pudieron haber estado hechas de piedra o de bronce.
La rueda (*rótH₂eH₂ o *kʷékʷlos, círculo) era conocida; en efecto, es posible que usaran carros tirados por bueyes. Los carruajes de caballos se desarrollaron después de la ruptura de la protolengua, originándose con los protoindoiranios alrededor del 2000 a. C.
A juzgar por el vocabulario, las prácticas de tejeduría, costura, elaboración de nudos, etc., eran importantes y estaban bien desarrolladas, habiendo sido usadas tanto para la producción textil como para la de canastas, cercas, vallas, etc. La tejeduría implicaba una gran connotación mágica, y la magia siempre ha sido expresada y expuesta por medio de metáforas: los cuerpos de los difuntos parecen haber sido literalmente amarrados a sus túmulos para impedir su retorno.

### Subsistencia

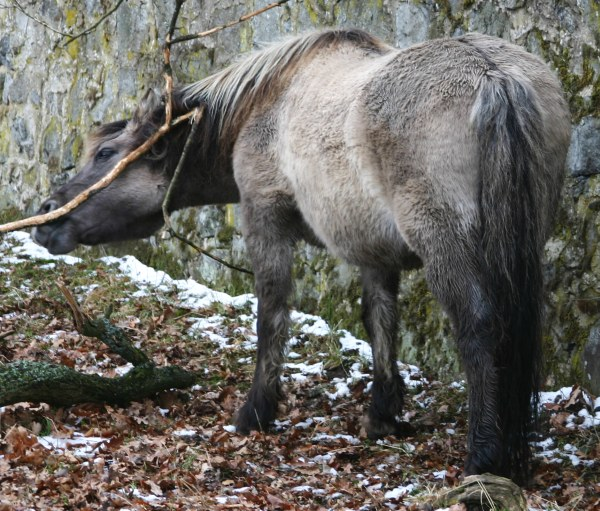
Un caballo Tarpán (fotografiado en 2004 en Sababurg, Alemania), al que se le cree fenotípicamente próximo al caballo salvaje de la época de domesticación.

La sociedad protoindoeuropea dependía de la ganadería. El ganado (*gʷōus) eran los animales más importantes para ellos, y la riqueza de un hombre se podía medir de acuerdo con la cantidad de vacas que poseyera. También se mantenían ovejas (*H₃ówis) y cabras (*gʰáidos), presumiblemente por parte de los menos ricos. La agricultura y la pesca (*písḱos) se practicaban igualmente.
La domesticación del caballo (véase tarpán) pudo haber sido una innovación de este pueblo y es a veces considerada como un factor que contribuyó a su rápida expansión.

## Aspectos supraestructurales e ideológicos

### Rituales y sacrificios
Los protoindoeuropeos practicaban una religión politeísta centrada en los ritos sacrificiales, probablemente administrada por una clase de sacerdotes o chamanes. La divinidad principal parece asociada con el cielo (*dyws-pHter 'el padre celestial', griego Zeus, latín Iu-piter).
Algunos animales eran sacrificados (*gʰʷn̥tós) y dedicados a los dioses (*déiwos) con la esperanza de ganar su favor. El jefe, como sumo sacerdote, pudo haber sido la figura central en el establecimiento de relaciones con el otro mundo.
Las hipótesis de los kurganes sugieren entierros en túmulos o cámaras funerarias. Los líderes importantes pudieron haber sido enterrados con sus pertenencias, y posiblemente con miembros de su familia o con sus esposas (satí). La práctica del sacrificio humano se deduce a partir de un sitio de sacrificios hallado en Luhansk (Ucrania).

### Nombres
Los nombres propios antroponímicos indoeuropeos, testimoniados en diversas lenguas antiguas, reflejan el uso frecuente de palabras compuestas como nombres personales. Estos nombres parecen tener la misma estructura que los compuestos duales del sánscrito llamados bahuvrihi (बहुव्रीहि). Aunque hay ejemplos de nombres glorificantes, no siempre es el caso que el nombre tenga connotaciones nobles o heroicas para su portador. Estos nombres son muy frecuentes en muchas ramas; algunos ejemplos se encuentran en lenguas celtas (Dumnorix: "rey del mundo"; Kennedy: "cabeza fea"), en lenguas indoiranias (Asvaghosa: "domador de caballos"), en griego (Sócrates: "buen gobernador"; Hiparco: "amo de caballos"; Cleopatra: "de linaje famoso"), en lenguas eslavas (Vladimir: "gobernador pacífico" (Vladimir puede analizarse como volodi-mirom, "dominador del mundo")) y en lenguas germánicas (Alfred: "elfo consejero"; Godiva: "don de Dios").
En las lenguas indoeuropeas también se dan patronímicos como Gustafson ("hijo de Gustavo"), McCool o Mazurkiewicz.

### Poesía
Solo se han podido recuperar pequeños fragmentos de poesía protoindoeuropea. Lo que sobrevive son proverbios de dos o tres palabras, como fama eterna (*ḱléwos n̥dʰgʷʰitom) o dioses inmortales, que fueron encontrados en diversas fuentes antiguas. Estas parecen haber sido bloques constructores de letras de música.
Deduciendo principalmente de los Vedas, debieron haber existido himnos sacrificiales, mitos creacionistas e historias sobre héroes (la muerte de una serpiente o dragón (*kʷr̥mis) a manos de un hombre o dios mítico).
Las canciones que enaltecían las obras de grandes guerreros fueron probablemente de gran importancia para los protoindoeuropeos. Además de perpetuar su gloria (*ḱléwos), estas canciones templaban el ánimo de los guerreros, ya que cada uno de ellos llegaría a considerar si su fama eterna sería gloriosa o vergonzosa.
Sin embargo, según autores como F. X. Dillmann, gran conocedor del dominio nórdico, los paralelismos entre relatos sobre enfrentamientos de los respectivos dioses de las tres castas, en distintas culturas consideradas de raíz indoeuropea, podrían confirmar la Teoría de las tres funciones de Georges Dumézil. Estos son algunos ejemplos que propone, basándose en su literatura:

Tarpeia es esa joven Vestal que, en la primera guerra de Roma, es corrompida por el oro de los Sabinos. Les entrega el Capitolio. Rómulo desciende del Palatino con sus guerreros, pero es rechazado. Los romanos huyen. Su rey invoca a Júpiter, y el combate cambia de alma, como decía Víctor Hugo. Los romanos salen vencedores. Esto puede resumirse así: el oro (la tercera función) es vencido por la magia del soberano (la primera función). Y los guerreros de Roma se alían a los ricos sabinos.

A este episodio legendario responde un mito nórdico. En Escandinavia, en la primera de las guerras, que opuso los Ases (dioses de primera y segunda función) a los Vanes (dioses de la producción y de la riqueza), vemos la bruja Gullveig (su nombre significa: ebriedad por el oro) capturada y vencida por las lanzas de Odín y de los suyos. Victoria del mago y del guerrero, como en Roma. Pero la fortuna es cambiante: un día el castillo de los Ases es tomado por los Vanes. Luego Odín decide de la victoria de su campo tirando su lanza al ejército adverso, y la potencia mágica gana otra vez. Para terminar, la paz viene con la alianza de todos los dioses, ases y vanes.

El Mahabharata conoce un episodio análogo. Los gemelos Nasatya, "médicos de los dioses" (pertenecen, pues, a la tercera función), tratan de corromper a la esposa del viejo asceta Cyavana: la rejuvenecen (la corrupción fracasa). Para agradecérselo, el asceta les ofrece el soma al cual tienen derecho. El dios guerrero Indra blande el rayo para impedir semejante usurpación, pero, finalmente, hacen las paces, y los gemelos son admitidos al rango de dioses. La misma conclusión, entonces, que en Escandinavia y en Roma.

### Filosofía
Algunas palabras relacionadas con el concepto del mundo que tenían los protoindoeuropeos son:
- *gʰosti- se refería a las obligaciones mutuas entre personas y entre los fieles y los dioses. De ella derivan los vocablos ingleses guest "invitado" y host "anfitrión".
- *h₁r̥-tu-, h₁r̥-to- "correcto, ordenado, apropiado" y también "momento cierto", relacionadas con el orden del mundo (avéstico asha; védico ritá o ritú).

## Períodos comunes a los pueblos indoeuropeos
Los expertos han establecido tres períodos distintos para comprender mejor la evolución conjunta de las culturas indoeuropeas en su vertiente institucional, fuertemente ligada a sus creencias religiosas:

- Neolítico o Mesolítico, período del que tratan las conjeturas sobre su origen común, como la Tesis de los kurganes y otros trabajos. A este período apuntan los dioses de nombre más antiguo, vinculados a la astrología y la naturaleza: el Cielo diurno, los Gemelos divinos, la Aurora, etc. (véase Religión indoeuropea)
- Período Intermedio o de las Tres funciones, del que se dispone de cierta documentación. Aunque ya presenta una riquísima y considerable diversificación, permite reconstruir algunas estructuras sociales comunes, como son los cuatro círculos esenciales del mundo indoeuropeo: familia, clan, linaje y tribu. En este período se asienta la división de la sociedad en tres funciones, divinizando sus respectivos estamentos al adjudicarle a los dioses la misma estructura social.

En esta época, mientras algunas sociedades desarrollan una casta sacerdotal propia y exclusivamente dedicada al servicio de los dioses (como los bramanes indios, los athravanos iranios o los druidas celtas), en otras, la función sacerdotal es hereditaria y se entremezcla con la política y la guerra, resultando el sacerdote jefe del círculo correspondiente: el rey de la tribu, el jefe del linaje, del clan, y el padre de familia en el culto doméstico.
Por otra parte, en ambas variantes, la función sacerdotal se transmitía por el linaje, siendo en su seno como se desarrollaron el culto doméstico a los antepasados y los dioses del hogar, lo cual derivó, según Fustel de Coulanges, en las instituciones de la ciudad antigua que dan lugar al siguiente y último período.
- Período final. Caracterizado por lo que Meillet llama divinización de los hechos sociales, y otros autores, religión de la verdad. En este último período de las culturas indoeuropeas, ya en pugna con la filosofía (budistas, helenística) y el monoteísmo (mitraísmo, cristianismo), los indoeuropeos desarrollan una nueva forma de solidaridad: la «fidelidad» recíproca entre el jefe y sus hombres, el respeto a los pactos, el deber de asistencia mutua, el reparto equitativo, etc.

Se diferencia claramente de concepciones anteriores, la de la sociedad de cuatro círculos y tres funciones, que primaba a la casta.
En esta época se generaliza la ciudad antigua como médula espinal de un quinto círculo vital: el Estado, que aúna las tribus bajo una nación (comenzará como ciudades-Estado al final del período Intermedio, terminando como focos de poder de inmensos reinos e imperios en este período final). La ciudad antigua, el más alto grado de desarrollo, progreso y civilización del mundo indoeuropeo, prolonga, no obstante, la sociedad de los linajes y, sin repudiar sus valores, abolió las instituciones de la sociedad heroica -2.º período; se refiere al clan y a la tribu-, al igual que la aristocracia guerrera, que le estaba vinculada, y que los «tiranos» habrían intentado instaurar para su beneficio, cediendo finalmente su poder a un monarca.